# Río Modder
El río Modder (en afrikáans: Modderrivier, «río de lodo») es un río de Sudáfrica afluente del Riet. Discurre entre la frontera de las provincias del Estado Libre y Septentrional del Cabo. Las riveras del Modder fueron escenario de acentuados enfrentamientos bélicos durante la segunda guerra bóer.
Existe una localidad llamada Modderrivier, ubicada entre la confluencia del Modder con el Riet.
El río Modder es ampliamente usado para el riego. La central hidroeléctrica Krugerdrift, cerca de Bloemfontein, tiene como fuente al Modder.